# Gopo pentru premiul publicului
Gopo pentru premiul publicului este un premiu care se acordată în cadrul galei Premiilor Gopo pentru filmul cu cel mai mare succes la box office în anul difuzării.
Câștigătorii acestei categorii sunt:

## Anii 2000
- 2007 Legături bolnăvicioase - 20.472 de spectatori
  - Cum mi-am petrecut sfârșitul lumii - 16.691 de spectatori
  - Trei frați de belea - 16.540 de spectatori
  - Lacrimi de iubire - 15.493 de spectatori
  - A fost sau n-a fost? - 12.644 de spectatori
  - Păcală se întoarce - 9.064 de spectatori
  - Margo - 7.484 de spectatori
  - Hârtia va fi albastră - 5.775 de spectatori
  - Ryna - 2.000 de spectatori (până pe 10 decembrie 2006)
  - Și totul era nimic... - 864 de spectatori
  - Azucena - 540 de spectatori
  - Happy End - 490 de spectatori

- 2008 4 luni, 3 săptămâni și 2 zile - 70.953 de spectatori
  - California Dreamin' (nesfârșit) - 20.967 de spectatori
  - Ticăloșii - 9.139 de spectatori
  - După ea - 7.681 de spectatori
  - Îngerul necesar - 1.510 de spectatori
  - Logodnicii din America - 1.231 de spectatori

- 2009 Supraviețuitorul - 25.706 de spectatori

## Anii 2010
- 2010 Amintiri din Epoca de Aur 1: Tovarăși, frumoasă e viața! - 26.520 de spectatori

- 2011 Eu când vreau să fluier, fluier – 55.858 de bilete vândute

- 2012 Nașa – 26.765 bilete vândute

- 2013 Despre oameni și melci  – cei mai mulți spectatori – 63.778
- 2013 Minte-mă frumos  – cele mai mari încasări  – 956.036 lei

- 2014 Poziția copilului

- 2015 #Selfie

- 2016 Aferim!

- 2017 Selfie 69  – cei mai mulți spectatori – 133.207
- 2017 Două lozuri  – cele mai mari încasări – 2.403.355 lei

- 2018 Octav  – Sergiu Celebidachi (57.813 spectatori)
- 2018 Ghinionistul  – Iura Luncașu (1.007.284 lei încasări)

- 2019 Moromeții 2  – regia: Stere Gulea (3.774.261,31 lei încasări)

## Anii 2020
- 2020 Oh, Ramona!  – regia: Cristina Jacob (256.111 spectatori și încasări de 5.016.357 de lei)
- 2020 5GANG: Un altfel de Crăciun  – regia: Matei Dima (167.025 de spectatori și încasări de 3.762.478 lei)

- 2021 Miami Bici  – regia: Jesus del Cerro (553.941 de spectatori și încasări de 11.610.679 de lei)

- 2022 nu s-a acordat

- 2023 Teambuilding  – regia: Matei Dima, Cosmin Nedelcu și Alex Coteț (1.000.245 de spectatori și încasări de 23.575.202,23 de lei)

- 2024 Miami Bici 2 – regia: Jesús del Cerro (569.338 de spectatori și încasări de 15.059.007,63 de lei)

- 2025 Buzz House: The Movie – regia: Florin Babei (500.060 de spectatori și încasări de 13.271.140,82 de lei)